# Михайловська сільська рада (Михайловський район, Алтайський край)
Миха́йловська сільська рада (рос. Михайловский сельский совет) — сільське поселення у складі Михайловського району Алтайського краю Росії.
Адміністративний центр та єдиний населений пункт — село Михайловське.

## Населення
Населення — 10658 осіб (2019; 11020 в 2010, 11558 у 2002).